# Gendarmerie Nationale FC
Gendarmerie Nationale FC este o echipă de club din Djibouti, câștigătoare de șapte ori a campionatului djiboutian de fotbal și de trei ori a Cupei Djiboutiului.
În trecut clubul s-a mai numit Force Nationale de Police și  Force Nationale Securité.